# Helcogramma maldivensis
Helcogramma maldivensis es una especie de pez de la familia Tripterygiidae en el orden de los Perciformes.

## Morfología
• Los machos pueden llegar alcanzar los 2,8 cm de longitud total.
- Número de  vértebras: 35-36.[1][2]

## Hábitat
Es un pez de mar  y de clima tropical  que vive hasta los 10 m de profundidad.

## Distribución geográfica
Se encuentra en las Maldivas.